# Unione dei comuni montani Maiella orientale-Verde Aventino
L'unione dei comuni montani Maiella orientale-Verde Aventino è una unione di comuni che nasce dall'accordo tra quattro comuni italiani della provincia di Chieti.
Il suo territorio comprende diversi comuni del versante orientale della Majella, costeggiando il territorio della provincia dell'Aquila. Ne fanno parte i comuni di Colledimacine, Lettopalena, Palena e Taranta Peligna; l'unione, avente sede a Palena, comprende un'area di 147,96 km² nella quale risiedono 2 167 abitanti.

## Storia
L'unione, istituita nel 2014, è un ente locale di secondo grado, costituito e disciplinato dal decreto legislativo 18 agosto 2000, n. 267 che recepisce la legge 3 agosto 1999, n. 265, in particolare l'articolo 32, al fine di mettere in comunione l'esercizio di una pluralità di funzioni e servizi. L'ente è dotato di personalità giuridica ed è governato da un presidente, da una giunta costituita da tutti i sindaci dei comuni aderenti e da un consiglio composto da una rappresentanza dei consigli comunali e dai sindaci stessi. Al momento dell'istituzione, l'ente comprendeva anche i comuni di Fara San Martino, Lama dei Peligni e Civitella Messer Raimondo.

## Funzioni
I comuni aderenti hanno affidato all'unione i servizi relativi all'intero ciclo dei rifiuti urbani,  di pianificazione territoriale e urbanistica e di controllo del traffico.